# Vincenzo Romano (santo)
Don Vincenzo Romano (Torre del Greco, 3 giugno 1751 – Torre del Greco, 20 dicembre 1831) è stato un presbitero italiano. È stato proclamato santo da papa Francesco nel 2018.

## Biografia
Vincenzo Romano  nacque il 3 giugno 1751, da Nicola Luca e Grazia Maria Rivieccio, nella casa di Via Piscopia, situata in uno dei rioni più popolosi e vivaci della città. Di famiglia tanto umile quanto religiosa, fin dall'infanzia coltivò una forte vocazione sacerdotale che, maturata del tutto all'età di 14 anni anche grazie alla formazione impartitagli da don Agostino Scognamiglio (pio e dotto sacerdote torrese), lo condusse ad entrare nel seminario diocesano di Napoli. Durante gli anni del seminario ebbe come guida spirituale il Beato Mariano Arciero e poté godere degli insegnamenti di Sant'Alfonso Maria de Liguori. Diventò sacerdote il 10 giugno 1775.
Durante il suo ministero, durato 33 anni, si dedicò soprattutto ai suoi concittadini, oltre che aiutandoli nelle incombenze quotidiane (politiche, sociali, ecc.), attraverso l'evangelizzazione dei contadini nelle cappelle rurali e poi come Padre Spirituale della Congregazione dell'Assunta. Si occupò della formazione dei ragazzi, della cura dei malati, dell'assistenza dei bisognosi e addirittura dello scovare i rifugi dei malviventi. Dal 1775 al 1796 gestì una scuola gratuita per ragazzi nella sua stessa casa. Essendo un grande devoto della Madonna, ogni sera conduceva il santo Rosario in chiesa e ricorreva spesso a lei col titolo tanto caro ai torresi di "Immacolata Concezione". Predicò il Vangelo per strada fino a cinque volte al giorno (di domenica) ed era solito preparare a fondo le persone prima che queste ultime ricevessero i sacramenti. Inventò la "sciabica", pratica che consisteva nell'avvicinare con crocifisso e campanello le persone, predicare e poi accompagnarle nella chiesa più vicina.
Grazie al suo incessabile ed infaticabile lavorare a favore dei poveri, dei malati, dei marittimi e dei bisognosi d'ogni sorta, si guadagnò dalla popolazione locale l'appellativo di "Prevete faticatore" (in napoletano "il prete lavoratore").
La terribile eruzione del Vesuvio del 15 giugno 1794, distrusse quasi interamente la città e la relativa chiesa parrocchiale della quale nel frattempo fu nominato viceparroco. Nel 1799, alla morte del parroco, "Don Vicienzo" (così chiamato affettuosamente dal popolo) divenne il preposito curato della parrocchia e portò a termine l'opera di ricostruzione rendendola più grande e maestosa.

### Morte
Morì il 20 dicembre 1831, a causa di una malattia.

## Beatificazione e canonizzazione
Don Vincenzo Romano è stato beatificato il 17 novembre 1963 in seguito al riconoscimento di due miracoli avvenuti grazie alla sua intercessione.
Il giorno 8 ottobre 2015, con una solenne celebrazione presso la Basilica di Santa Croce presieduta dal cardinale Crescenzio Sepe, arcivescovo di Napoli, si chiuse definitivamente la fase diocesana del processo di Canonizzazione del Beato Vincenzo Romano, aprendosi quindi la fase Romana, ultima tappa prima del riconoscimento della Santità del parroco di Torre del Greco. Il postulatore della causa è Padre Giangiuseppe Califano, vicepostulatore Padre Francesco Rivieccio e attore della causa il parroco della Basilica di Santa Croce Padre Giosuè Lombardo.
Dopo tutte le procedure previste dal Codice di Diritto Canonico, il 6 marzo 2018 Papa Francesco ha firmato il decreto che riconosce ufficialmente la guarigione del signor Raimondo Formisano come miracolo intervenuto per intercessione di San Vincenzo Romano, chiudendo quindi il processo di Canonizzazione. Lo stesso giorno le campane della Basilica di Santa Croce hanno suonato a festa e una messa solenne di ringraziamento è stata celebrata in onore del prossimo Santo.
Nel concistoro del 19 maggio 2018 è stata comunicata la data della canonizzazione avvenuta domenica 14 ottobre 2018 durante la messa celebrata in Piazza San Pietro da papa Francesco.

### I miracoli
- Miracoli riconosciuti per la beatificazione:

Guarigione di Maria Carmela Restucci
Maria Carmela Restucci, di Torre del Greco, a sessant'anni di età e dopo aver sempre goduto di buona salute, nel dicembre del 1891 avvertì un doloroso tumore alla mammella sinistra. In breve tempo il tumore crebbe e s'indurì, estendendosi sotto l'ascella, dove comparvero alcune tumefazioni e due lesioni ulcerose. L'ammalata si rivolse a parecchi medici, i quali furono concordi nel diagnosticare un tumore maligno. Il dottor Salvio consigliò l'operazione chirurgica, da farsi nel Complesso di Gesù e Maria, dove, però, malauguratamente non c'era posto per l'inferma. Ritornata a casa, la signora invocò il patrocinio del Venerabile Servo di Dio Vincenzo Romano cosicché, durante la notte, dopo un breve sonno, avvertì di essere completamente guarita. Il suo medico curante, dottor Giuseppe Dolce, confermò la perfetta guarigione.
Guarigione di Maria Carmela Cozzolino
Maria Carmela Cozzolino, di Torre del Greco, religiosa dell'Istituto delle Suore Serve di Maria Santissima Addolorata, per oltre sessant'anni godé sempre di buona salute quando il 10 luglio 1940 fu affetta da una grave malattia alla gola che, aggravandosi velocemente, finì col renderle assai difficile la deglutizione ed il respiro. Il medico della comunità, Francesco Brancaccio, diagnosticò un carcinoma e si astenne dal prescrivere qualsiasi cura. Venne poi chiamato anche il medico specialista Menniti, il quale confermò pienamente la diagnosi. Fu invocato, perciò, il patrocinio dell'allora Venerabile Servo di Dio Vincenzo Romano e si diede inizio ad una novena di preghiere. Il 26 ottobre dello stesso anno, il dottor Giovanni Spinetti, medico specialista del Complesso di Gesù e Maria asserì che suor Maria Carmela fosse entrata ormai nella fase dell'agonia e sarebbe morta ben presto per l'estrema gravità della malattia. Nei giorni successivi (27 e 28) il suo stato rimase gravissimo. Il 29 ottobre la malattia risulta completamente guarita così come confermarono i medici che la esaminarono.
- Miracolo riconosciuto per la canonizzazione:

Guarigione di Raimondo Formisano
Raimondo Formisano, di Torre del Greco, a cinquantanove anni di età (nel 1989) scoprì di avere un carcinoma maligno all'addome, con la rilevazione di una massa tumorale di quattro chili e mezzo. Dopo alcuni brevi cicli di chemioterapia svoltisi presso una clinica privata, egli decise di rifiutare le cure. Col peggiorare della malattia, la sua numerosa famiglia si raccolse in una fervida e continua preghiera all'intercessione dell'allora Beato Vincenzo Romano affinché il sig. Raimondo potesse arrivare alla guarigione. In seguito ad una graduale ripresa, un esame agli inizi del 1990 rivelò che il tumore era completamente e misteriosamente sparito. Il sig. Formisano visse in perfetta salute per altri tredici anni, fino al 2003, quando morì di infarto, quindi per cause non collegate alla ormai passata malattia.

## Culto
La sua memoria liturgica si celebra il 20 dicembre, anche se a Torre del Greco viene festeggiato il 29 novembre, per tradizione. Viene invocato contro i tumori alla gola e come patrono dei sacerdoti napoletani, specialmente dei parroci.
Papa Giovanni Paolo II ha visitato e baciato le sue reliquie a Torre del Greco, nella Basilica di Santa Croce, l'11 novembre 1990.
Le uniche chiese a lui dedicate sono situate una a Melito di Napoli e l'altra nel villaggio di Kalule (Uganda). Quest'ultima è stata costruita grazie all'opera instancabile di padre Felice e dell'associazione Famiglia d'Africa da lui diretta che da anni svolge attività a Kampala e nei poveri villaggi vicini. Nei suoi viaggi in Italia volti a raccogliere fondi padre Felice ha ricevuto numerose offerte dalla comunità di Torre del Greco, la chiesa di Kalule costituisce infatti il segno di riconoscenza della popolazione locale al generoso aiuto economico profuso dai torresi. La venerazione a San Vincenzo Romano è fortemente sentita nella comunità ugandese. È attualmente in costruzione una chiesa a lui dedicata in Guatemala.